# Eurosteel Oskarshamn
Eurosteel Oskarshamn AB (före rekonstruktionen 1996 Oskarshamns Varv AB, senare namnbyte till Oskarshamnsvarvet Sweden AB) är ett svenskt skeppsvarv i Oskarshamn. Varvet grundades 1863 och har byggt cirka 550 fartyg. Investmentbolaget Lazarus  köpte varvet från den nederländska varvskoncernen Damen Shipyards Group i juli 2023, vilka varit ägare sedan maj 2012. Lazarus gjorde varvet till en del i industrikoncernen Eurosteel med verksamhet i Nybro och där även Stockholms Reparationsvarv ingår.

## Historik
Det första kända skeppsbygget skedde på Brädholmen år 1695.  Under de följande århundradena var flera skeppsvarv verksamma samtidigt i staden. Från början låg de flesta varven på den norra delen av hamnen. Det största varvet på norra sidan var det Thorénska varvet, grundat år 1854 och beläget där nuvarande batterifabriken Saft AB ligger.

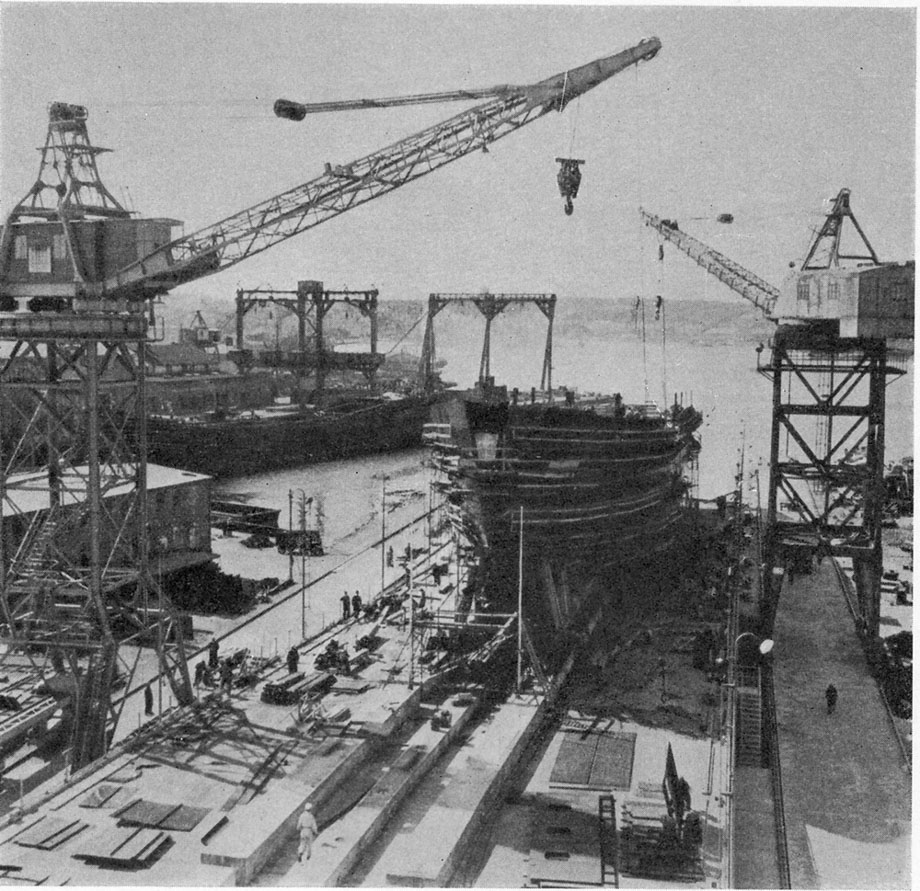
Varvsområdet på 1930-talet.

Det största varvet skulle dock etablera sig på den södra sidan. Ett stort och viktigt steg togs när en torrdocka började anläggas vid årsskiftet 1860-1861. Dockan stod klar den 10 oktober 1863 och var då den största enskilda dockan i riket. Samma år bildades Oskarshamns Mekaniska Verkstad som anlades i varvets närhet. 1871 köpte Gustaf Tillberg såväl Oskarshamns varv som mekaniska verkstaden och slog samman dem i samma bolag. Gustaf Tillberg ägde även Fagerviks gård, från vars ägor stora delar av virket för fartygsbyggnationen hämtades. Under slutet av 1800-talet började ångfartyg med järnskrov att ersätta de träfartyg man tidigare byggt, 1908 framställde Oskarshamnsvarvet sitt sista träfartyg. De första åren av 1900-talet hade man stora problem med konkurrens från utländska varv, men tiden före första världskriget innebar en högkonjunktur för varvsindustrin. Efter första världskriget drabbades dock varvet hårt av lågkonjunkturen efter kriget och Oskarshamns mekaniska verkstad måste lägga ned sin verksamhet. 1932 beslutade dock Jungnerbolaget att återupprätta Oskarhamnsvarvet som ett dotterbolag under namnet AB Oskarshamns Varv.  Detta skulle bli det största av dem allihop och hade år 1962 ca 1 400 anställda. Varvskrisen drabbade dock Oskarshamn hårt liksom övriga svenska varv. Konkurser och rekonstruktioner avlöste varandra. Varvet har under årens lopp producerat drygt 500 handelsfartyg och var även under 1970-talet den största arbetsgivaren i Oskarshamn med 750 anställda. Det största fartyg som byggts i Oskarshamn var tankfartyget M/T Selma sjösatt i december 1979. Längden var 205,4 m och lastförmågan 39 026 DWT. Fartyget är fortfarande i drift 2009 och ägs av ett iranskt rederi.
På Oskarshamns sjöfartsmuseum finns en permanent utställning över Oskarshamns varvshistoria. Utställningsföremålen består bland annat av fartygsmodeller, tavlor, skeppsritningar och filmer från diverse sjösättningar.

## Nuvarande verksamhet
Produktionen har senare kommit att omfatta bland annat snabbgående bil- och passagerarkatamaraner i aluminium och specialfartyg för svenska marinen och kustbevakningen. Mot slutet av 1980-talet byggdes även ett par motoryachter i 50-metersklassen (superyacht-klassen). Varvets senaste större nybyggnadsorder var när den så kallade v-serien byggdes för Vaxholmsbolagets trafik i Stockholms skärgård. Uttrycket v-serien kom av att samtliga fartygsnamn började på bokstaven V (M/S Värmdö, M/S Vånö, M/S Väddö, M/S Vaxö, M/S Viberö). Totalt fem av dessa snabbgående passagerarfartyg i lättmetall levererades 1990-1993. Efter en rekonstruktion 1996 bytte varvet namn till Oskarshamnsvarvet Sweden AB. Numera är verksamheten främst inriktad på reparationer och ombyggnadsuppdrag samt metallarbeten. Företaget hade 1998 en omsättning på 27 miljoner kronor och 38 anställda. Motsvarande siffror för år 2010 var 73,9 miljoner kronor och 41 anställda plus ett tjugotal inhyrda. I maj 2012 köptes Oskarshamnsvarvet av den nederländska varvskoncernen Damen Shipyards, som tidigare i Sverige ägde Götaverken. I juli 2023 köptes Oskarshamnsvarvet av investmentbolaget Lazarus Industriförvaltning AB. År 2022 fick man en order på fyra bogserbåtar från Försvarets materielverk, med leverans i slutet av 2023, då de ersätter bastransportbåt 700. Båtarna byggs på Damens anläggning i Förenade Arabemiraten.
Varvet är idag utrustat med bland annat produktionshallar, 316 meter utrustningskaj med ett djup på åtta meter, flytdocka och slip med bockkran. Våren 2024 håller varvet i Oskarshamn på att avvecklas. Istället ska man fokuserar på tjänster inom svetsning av tunga stålkonstruktioner, maskinbyggnationer, blästring samt ytbehandling inklusive rostskyddsbehandling och målning.

## Fartygsbyggen i urval
- S/S Strengnäs, 1868
- S/S Enköping, 1868
- S/S Gustav Nermann, 1872
- S/S Östersund, 1874
- Bogserbåten Arne, 1874
- S/S Skåne, 1875
- S/S Express, 1877
- S/S Framåt, 1879
- S/S Titania, 1897
- S/S Jarl, 1907
- S/S Kalmarsund IX, 1909
- M/S Gustafsberg VII, 1912
- S/S Skaraborg, 1914
- S/S Norden, 1914
- S/S Calabria, 1916
- Bogserbåten S/S Nalle, 1923
- S/S Visby, 1924
- S/S Drotten, 1927
- S/S Gunborg, 1930
- S/S Stockholm (1931)
- Korsholm (stabsfartyg, 1931)
- T/S Gunilla, 1940
- M/S Ragneborg, 1946
- M/S Thorbjørn, 1948
- HMS Arkö, 1957
- M/S Kristina Regina, 1960
- M/T Sonja
- M/T Sofie
- M/T Athenian Venture, 1974
- M/S Finneagle, 1979
- M/S Finnrose, 1980
- M/S Malmö Link, 1980
- S/S Masilia, 1917
- R/V Nils Strömcrona, 1983
- M/S Vindile, 1988
- M/S Ylva, 1989
- M/S Ärlan, 1990
- M/S Ibris, 1990
- M/S Värmdö, 1990
- M/S Vånö, 1991
- M/S Väddö, 1992
- M/S Vaxö, 1993
- M/S Viberö, 1993

## Bildgalleri

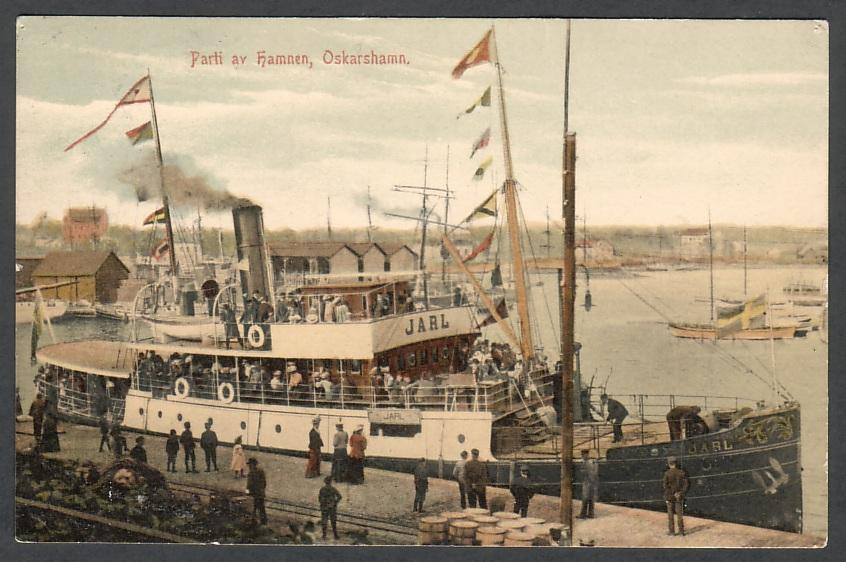
S/S Jarl, ångfartyg sjösatt 1907.
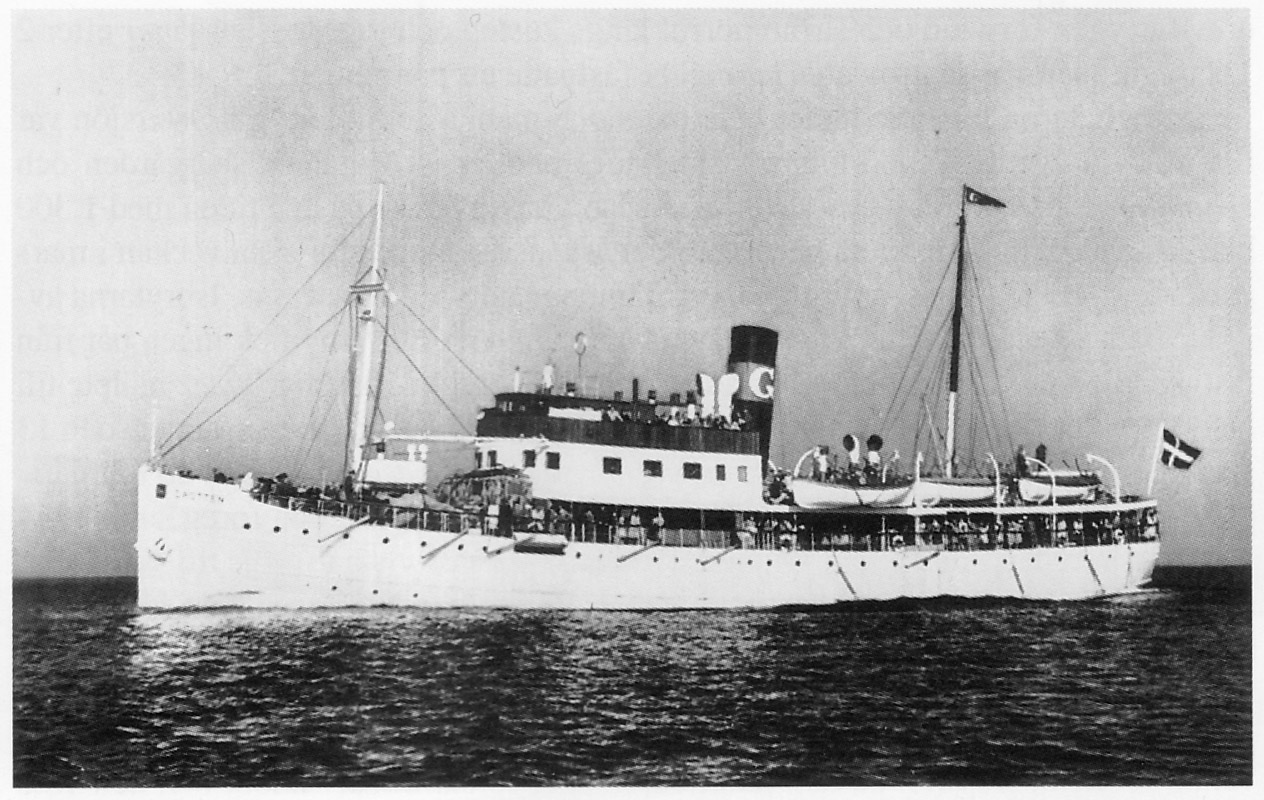
S/S Drotten, ångfartyg sjösatt 1927.
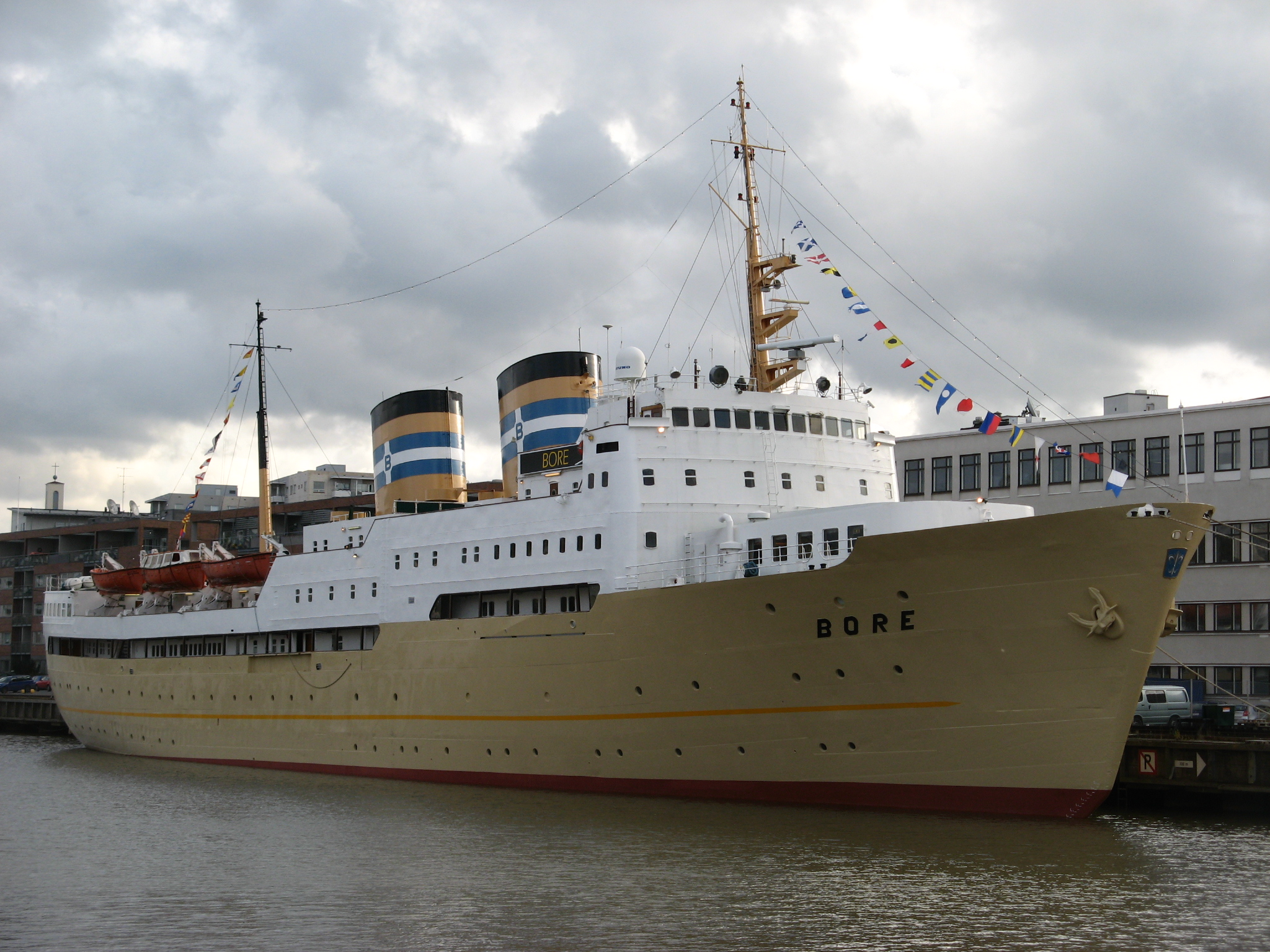
S/S Bore, passagerarfärja sjösatt 1960.
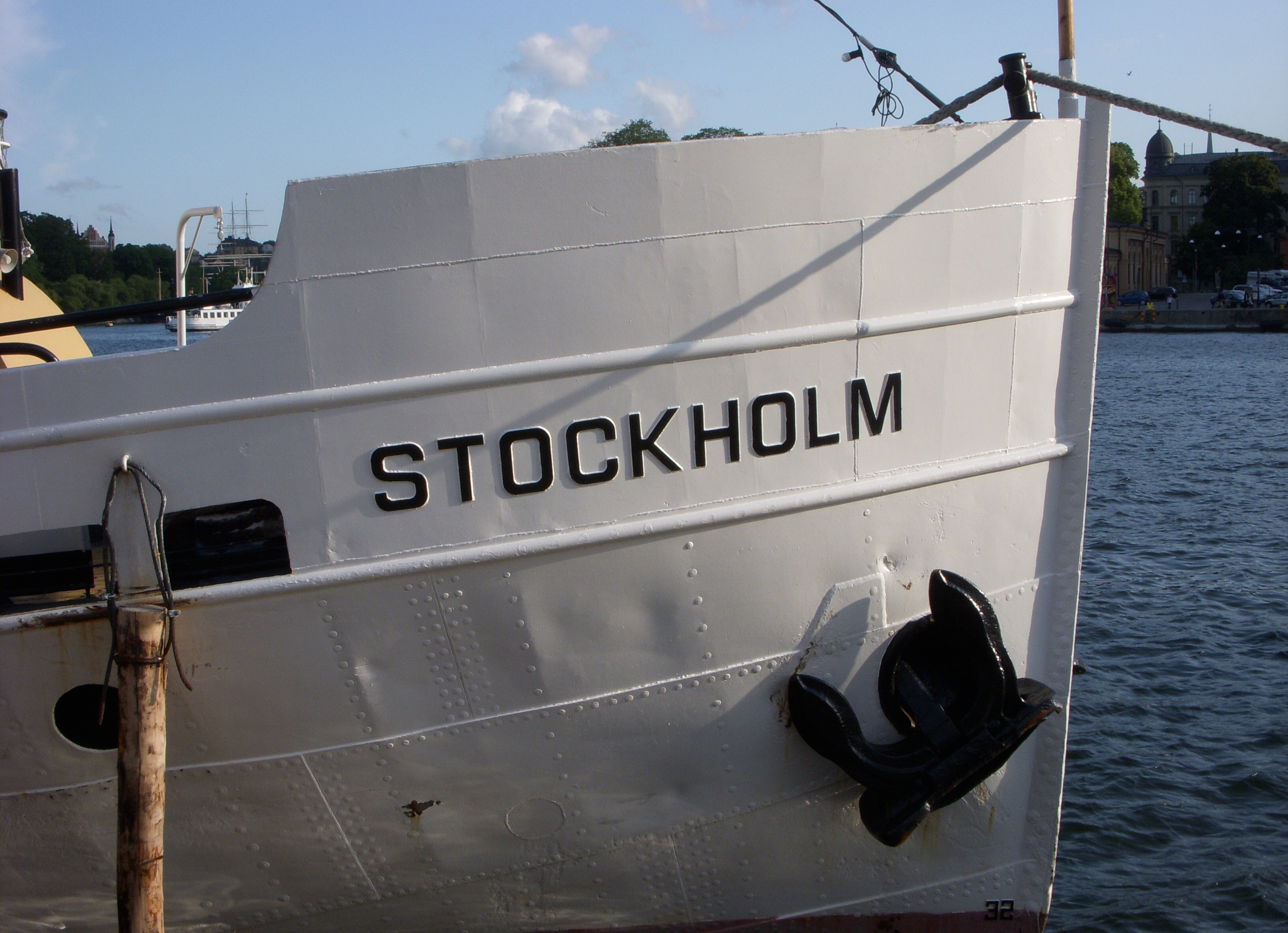
S/S Stockholm, passagerarfartyg byggt 1931.
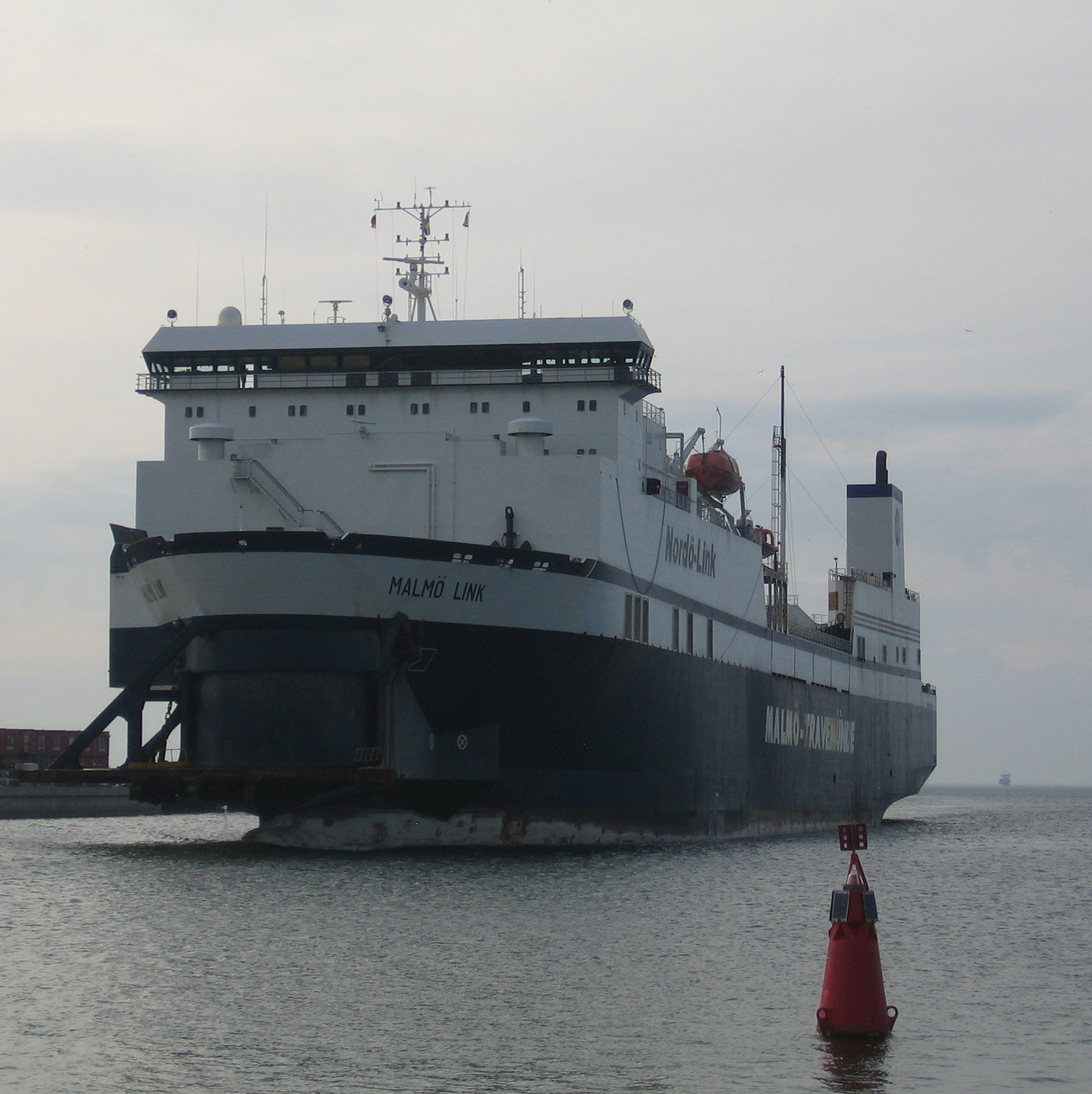
M/S Malmö Link, RoPax-fartyg byggt 1980.
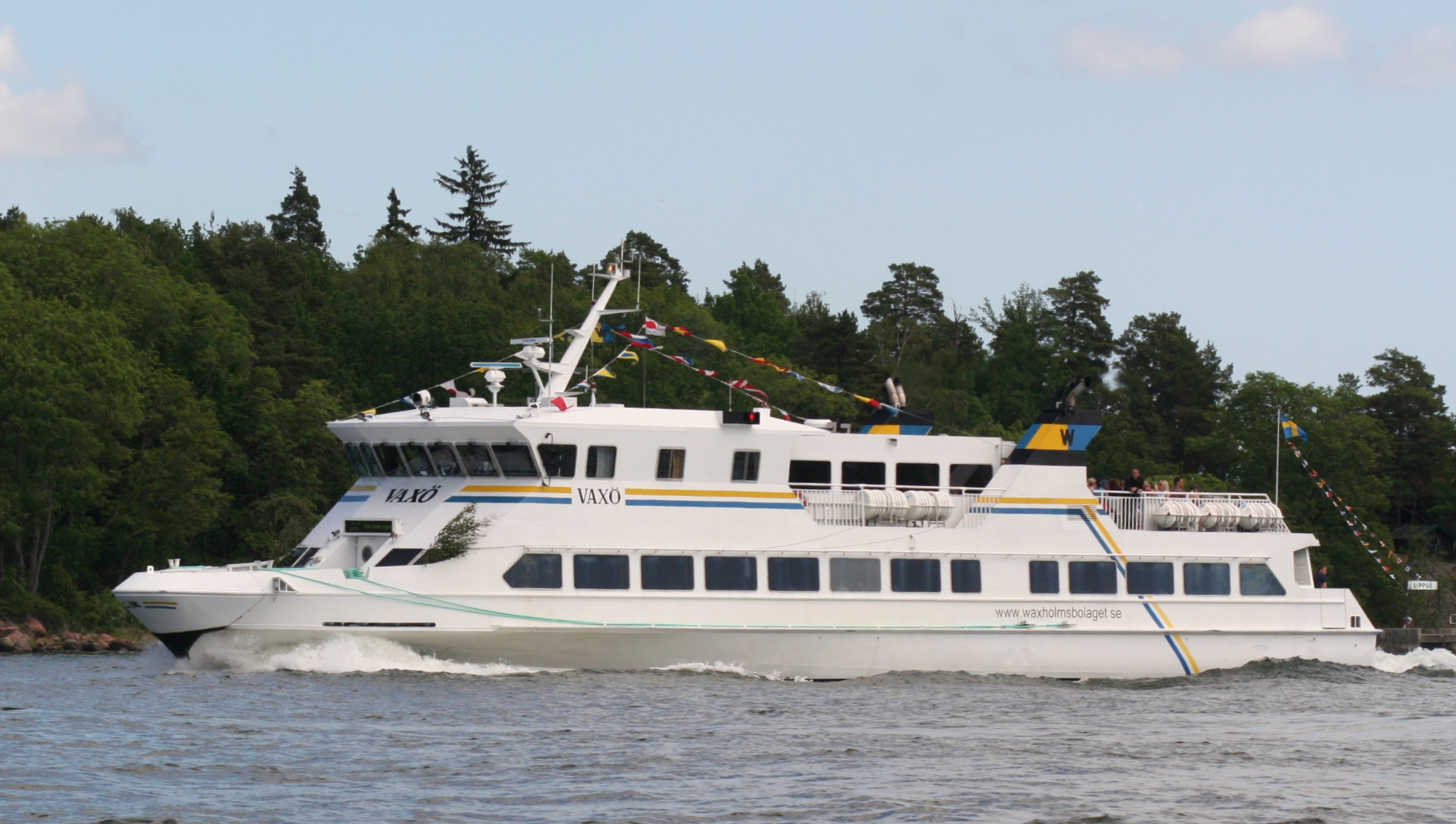
M/S Vaxö, passagerarfärja sjösatt 1993.